# نابودی کشتی هوایی
نابودی کشتی هوایی (انگلیسی: The Airship Destroyer) فیلمی در ژانر علمی–تخیلی و اکشن به کارگردانی والتر آر. بوث است که در سال ۱۹۰۹ منتشر شد.